# Унгерн-Штернберг, Роберт Робертович
 Роберт Робертович Унгерн-Штернберг  (5 мая 1845 Эстляндская губерния — 22 июля 1908, Лондон, Великобритания) — Барон, действительный статский советник, участник русско-турецкой войны,  генеральный консул в Лондоне.

## Биография

Р. Р. Унгерн-Штернберг в парадном мундире

Родился 5 мая 1845 года. Происходил из дворян Эстляндской губернии. Отец Роберт Эгинхард фон Унгерн-Штернберг.  В 1857 году поступил в эстляндскую гимназию. После её окончания Роберт изучал юриспруденцию в университетах в Женеве (1863–1864) и в Берлине (1864–1866), а затем в Императорском Новороссийском университете в Одессе, где в 1867 г. защитил диссертацию.
16 февраля 1868 года поступил на службу юнкером в кавалергардский полк. 2 августа того же года произведен в корнеты. С 27 ноября 1871 года по 10 марта 1875 года состоял полковым казначеем. В 1872 году произведен в поручики, а 9 января 1874 года во флигель-адъютанты. В том же году произведен в штабс-ротмистры.
10 ноября 1875 года отчислен от фронта в Свиту.  В 1876 году произведен в ротмистры. Во время русско-турецкой войны находился при главной квартире Государя. В 1878 году произведен в полковники. В 1879 году командирован в распоряжение временного Харьковского генерал-губернатора. В 1888 году произведен в генерал-майоры, с оставлением при министерстве внутренних дел
Почетный мировой судья Ревельского участка. 29 апреля 1895 года переведен в министерство иностранных дел, с переименованием в действительные статские советники, и 24 июня того же года назначен консулом в Мельбурн. Публиковал статьи в 1896-1897 в «Вестнике финансов, промышленности и торговли». Темы его статей: добыча золота и вывоз его из Австралии, торговля колоний замороженным мясом, маслом, шерстью, ввоз керосина в Австралию и т.д. В политической жизни страны Унгерн-Штернберг придавал большое значение осуществлению идей федерализма; еще в конце XIX в. он предвидел образование доминиона как первый шаг к независимости Австралии.
Благодаря усилиям Унгерн-Штернберга, в 1896 было принято официальное решение о распространении полномочий консула России в Мельбурне на все австралийские колонии, кроме Нового Южного Уэльса, где интересы России представлял нештатный консул. 15 июля 1898 года назначен генеральным консулом в Лондон. Скончался в Лондоне 22 июля.
Роберт Робертович был родным дядей барона Романа Фёдоровича Унгерн-Штернберга.